# Elektrėnai
Elektrėnai anhörenⓘ ist eine litauische Stadt etwa 40 Kilometer westlich der Hauptstadt Vilnius am Ufer des gleichnamigen Stausees. Im Jahre 2010 zählte sie 13.664 Einwohner. Bürgermeister ist Arvydas Vyšniauskas.
Elektrėnai ist Sitz einer Selbstverwaltungsgemeinde mit 28.093 Einwohnern und Sitz eines der 8 Amtsbezirke dieser Gemeinde.

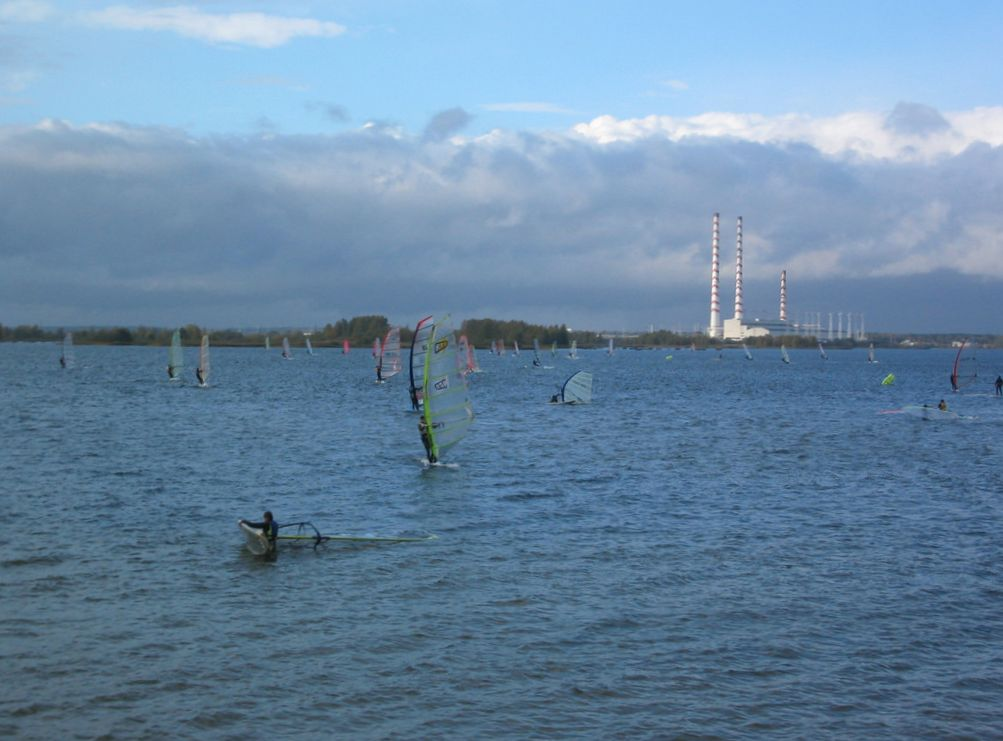
See und Kraftwerk

## Geschichte

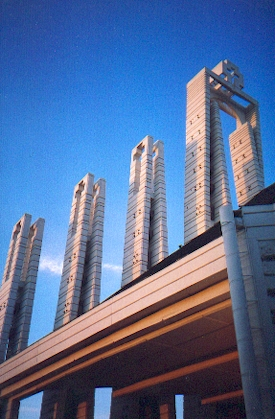
St. Marien, Königin der Märtyrer

Zusammen mit dem Bau des Öl- und Gasturbinenkraftwerks wurde die Stadt, deren Name auf die Elektrizität verweist, 1962 gegründet. In den vergangenen Jahren führte dieses Kraftwerk in Konkurrenz zum Kernkraftwerk Ignalina nur ein Schattendasein und wurde nur zu einem Bruchteil seiner Kapazität (1800 MW) genutzt. Nach der Schließung von Ignalina im Jahr 2009 wurde dieses Kraftwerk wieder zum größten Stromerzeuger Litauens.
Das Stadtbild prägen Plattenbauten aus den 1960er und 1970er Jahren. Die große moderne Marienkirche wurde im Jahre 1996 nach der Unabhängigkeit des Landes als Antwort auf die langen Jahre als erste „atheistische Musterstadt“ in der ehemaligen Sowjetrepublik Litauen gebaut.

## Sport
Mit Energija Elektrėnai beherbergt die Stadt einen international renommierten Eishockeyverein.

## Söhne und Töchter der Stadt
- Rūta Rikterė (* 1963), Pianistin, Musikpädagogin, Professorin
- Darius Kasparaitis (* 1972), Eishockeyspieler und -trainer
- Šarūnas Kuliešius (* 1977), Eishockeyspieler
- Dainius Zubrus (* 1978), Eishockeyspieler
- Mindaugas Kieras (* 1980), Eishockeyspieler
- Darius Pliskauskas (* 1980), Eishockeyspieler
- Artūras Katulis (* 1981), Eishockeyspieler
- Dalius Vaiciukevičius (* 1981), Eishockeyspieler
- Darius Lelėnas (* 1982), Eishockeyspieler
- Petras Nausėda (* 1985), Eishockeyspieler
- Donatas Kumeliauskas (* 1987), Eishockeyspieler
- Algimantas Visockas (* 1987), Eishockeyspieler
- Tadas Kumeliauskas (* 1990), Eishockeyspieler
- Povilas Verenis (* 1990), Eishockeyspieler
- Nerijus Ališauskas (* 1991), Eishockeyspieler
- Pijus Rulevičius (* 1992), Eishockeyspieler
- Aivaras Bendžius (* 1993), Eishockeyspieler
- Mauras Baltrukonis (* 1994), Eishockeyspieler
- Aimas Fiščevas (* 1994), Eishockeyspieler
- Ugnius Čižas (* 1995), Eishockeyspieler